# Buchtienia rosea
Buchtienia rosea är en orkidéart som beskrevs av Leslie Andrew Garay. Buchtienia rosea ingår i släktet Buchtienia och familjen orkidéer.
Artens utbredningsområde är Peru. Inga underarter finns listade i Catalogue of Life.